# Pontorson (Pontorson)
Pontorson [pɔ̃tɔʁsɔ̃] ist eine Ortschaft und eine ehemalige französische Gemeinde mit 3.832 Einwohnern (Stand 1. Januar 2022) im Département Manche in der Region Normandie. Sie gehörte zum Arrondissement Avranches und zum Kanton Pontorson.
Mit Wirkung vom 1. Januar 2016 wurden die bisherigen Gemeinden Pontorson, Macey und Vessey zur namensgleichen Commune nouvelle Pontorson zusammengelegt. Die ehemaligen Gemeinden haben in der neuen Gemeinde den Status einer Commune déléguée. Der Verwaltungssitz befindet sich im Ort Pontorson.

## Geografie
Der Ort befindet sich neun Kilometer von Mont-Saint-Michel, 22 Kilometer von Avranches und 45 Kilometer von Granville entfernt. Mitten in der Meeresbucht des Mont St. Michel gelegen, profitiert Pontorson und seine Umgebung vom ozeanisch geprägten, temperierten Klima. Die Ortschaft wird durch den Fluss Couesnon, einem südlich gelegenen Sumpfgebiet und einem 4800 Hektar großen Polder vom Hinterland abgegrenzt. Die Couesnon fließt zudem auch mitten durch den Ort.

## Geschichte
Die Stadt wurde im 12. Jahrhundert nach einem Gelübde von Wilhelm dem Eroberer gegründet. Es handelte sich zunächst um einen wichtigen Ort vor den Toren der Bretagne. Hier lag auch die Burg von Pontorson, die 1623 unter Anordnung von Ludwig XIII. dem Erdboden gleichgemacht wurde. Einige Ruinen dieser Epoche sind noch zu sehen, wie zum Beispiel die Kathedrale Nôtre Dame, das Hotel Guischard de la Ménardière und das alte Krankenhaus St. Antoine der Charité von Pontorson. Grundfeste der Stadt wurden unter anderem während des Baus eines Kreisverkehrs in der Nähe von Campion und an der Stelle der ehemaligen Motorrad- und Fahrrad-Firma Videloup entdeckt.
Im Jahr 1030 erschwerte Hochwasser das Überqueren des Couesnon. Robert le Diable, der Vetter von Wilhelm dem Eroberer, ordnete daraufhin an, dass Hauptmann Orson eine Brücke über den Fluss bauen müsse.

### Bevölkerungsentwicklung
| 1962  | 1968  | 1975  | 1982  | 1990  | 1999  | 2006  |
| ----- | ----- | ----- | ----- | ----- | ----- | ----- |
| 4.964 | 5.073 | 5.086 | 4.946 | 4.376 | 4.107 | 4.125 |

## Kultur und Sehenswürdigkeiten

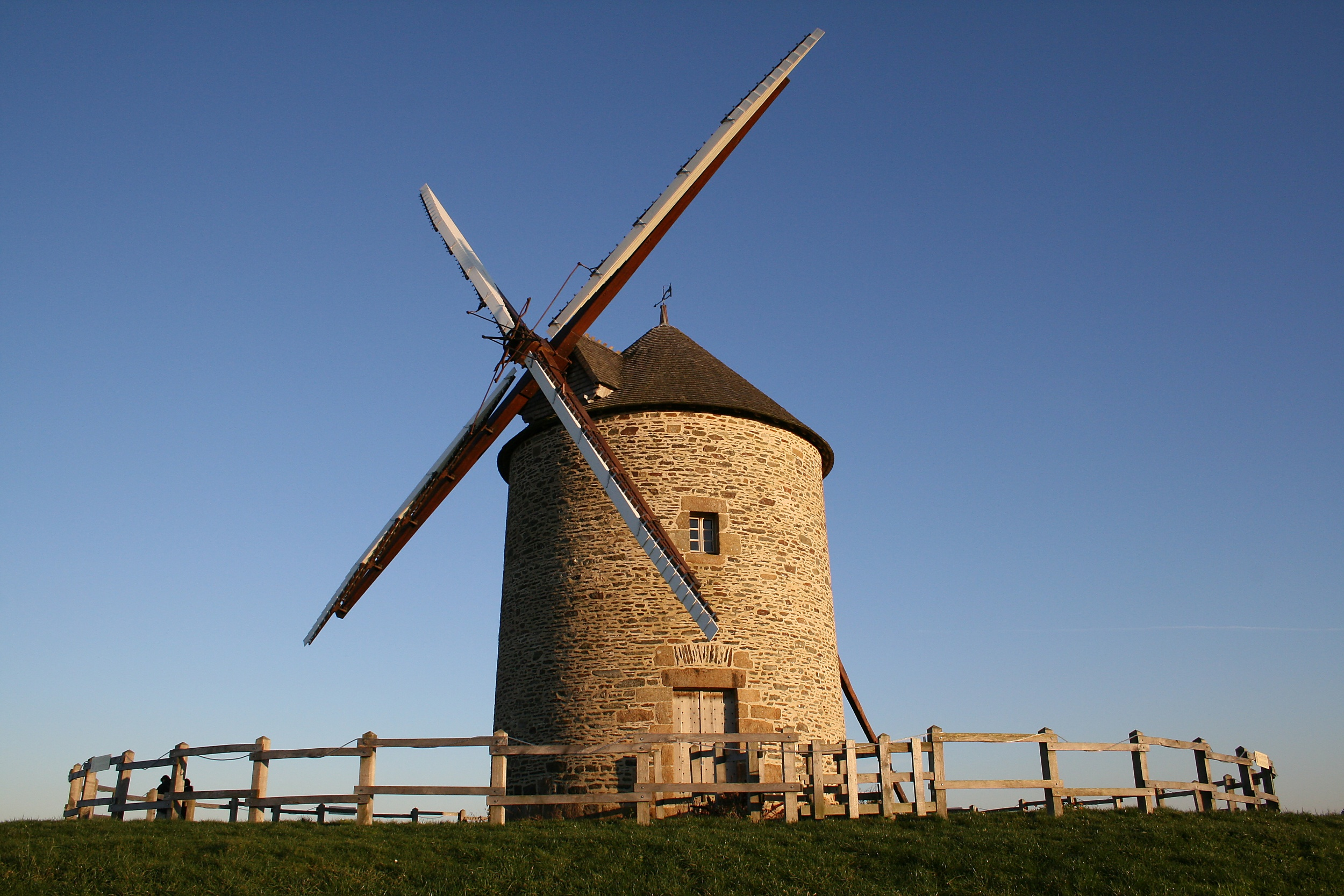
Mühle in Modrey

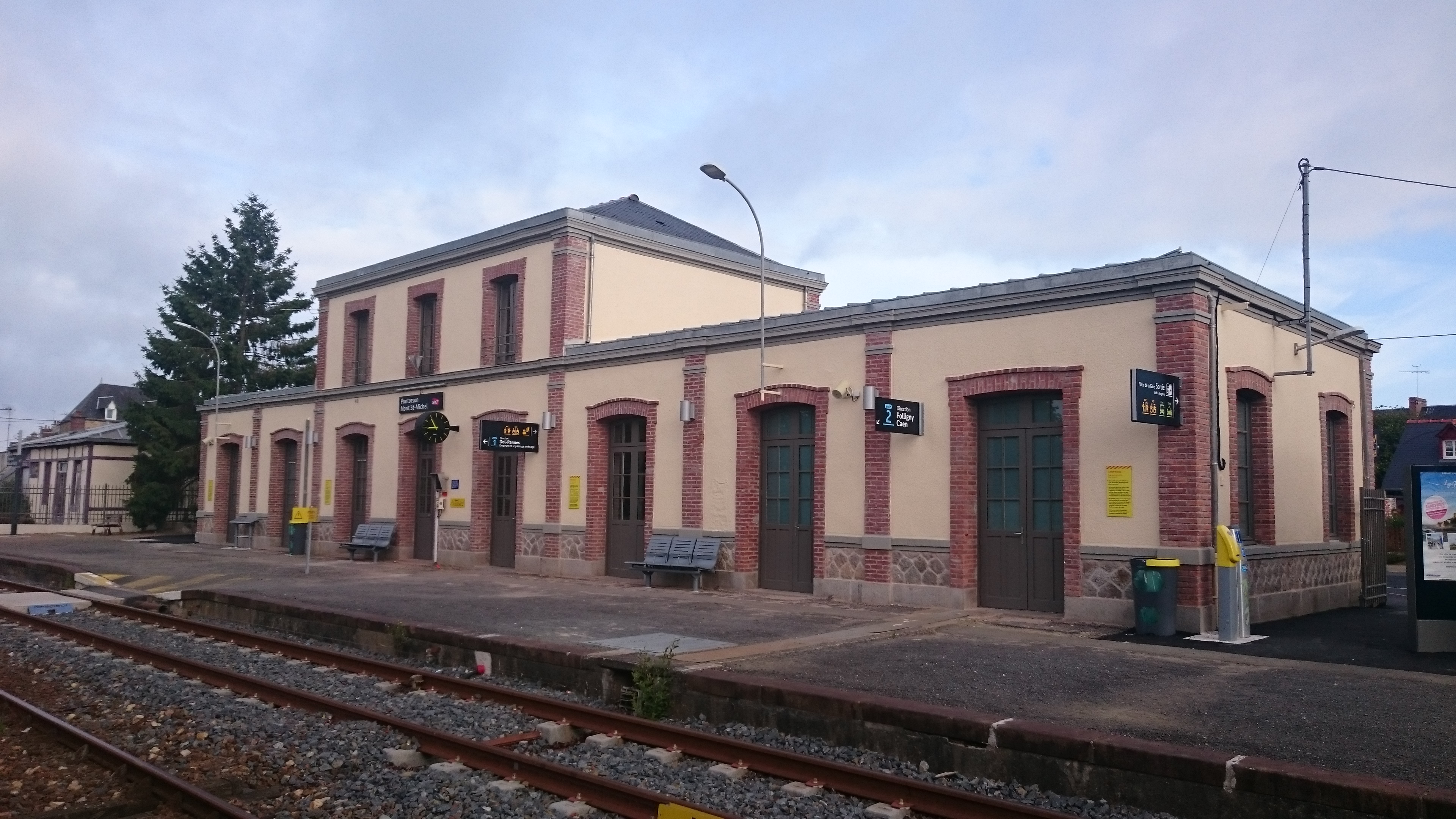
Empfangsgebäude des Bahnhofs Pontorson - Mont-Saint-Michel

Zu den Sehenswürdigkeiten gehört die Kirche Notre Dame aus dem 11. und 12. Jahrhundert. Sie wurde auf Grund eines Gelübdes von Wilhelm dem Eroberer von den gleichen Leuten wie der Mont Saint-Michel erbaut. Im romanischen und frühgotischen Stil beherrscht sie ihre Umgebung durch ihre mächtige Erscheinung und durch den von zwei romanischen Türmchen und verschiedenen Skulpturen geschmückten Eingangsbereich.
Weiterhin gibt es eine alte protestantische Kirche oder ehemalige Zehntenscheune. Sie ist ein seltener Zeuge eines wichtigen Abschnittes der Geschichte der Normandie. Die Kirche ist das einzige protestantische Gebäude der Manche vor dem Widerruf des Edikts von Nantes.
Haus Guischard de la Ménardière (genannt das „romanische Haus“): dieses Gebäude wurde vermutlich im 12. Jahrhundert erbaut. Trotz verschiedener Umbauten im 14., 15. und 18. Jahrhundert hat es das Angesicht eines Herrensitzes behalten, auf dem man die Inschrift der Familie Guischard (1719) lesen kann.
Der frühere Sitz der Grafen von Montgomery ist heute ein Hotel mit Restaurant. Die Böden, die bemalten Decken, die Holzarbeiten und die große Treppe sind ebenfalls Zeugen dieser Epoche.
Der Bahnhof von Pontorson, 1878 von der Compagnie des chemins de fer de l’Ouest eröffnet, illustriert die wichtige Rolle der Eisenbahn in der Stadtgeschichte.
Die Windmühle im 1973 eingemeindeten Moidrey aus dem Jahr 1806. Anfang 2000 wurde sie vollständig überholt und wiederhergestellt. Heute wird dort wieder Mehl gemahlen.

### Feste und Ereignisse
- Anfang Mai findet das Partnerschaftsfest statt.
- Am ersten Wochenende im März findet die Oldtimerbörse statt. Dort kann man seltene Modellautos, Bücher und mehr tauschen.
- Am 3. Wochenende im September wird die Antiquariatmesse durchgeführt; eine Ausstellung über die Geschichte von Pontorson aus Beständen der kommunalen Archive.
- Das Stadtjubiläum von Saint Michel wird am letzten Wochenende im September gefeiert.

## Verkehr

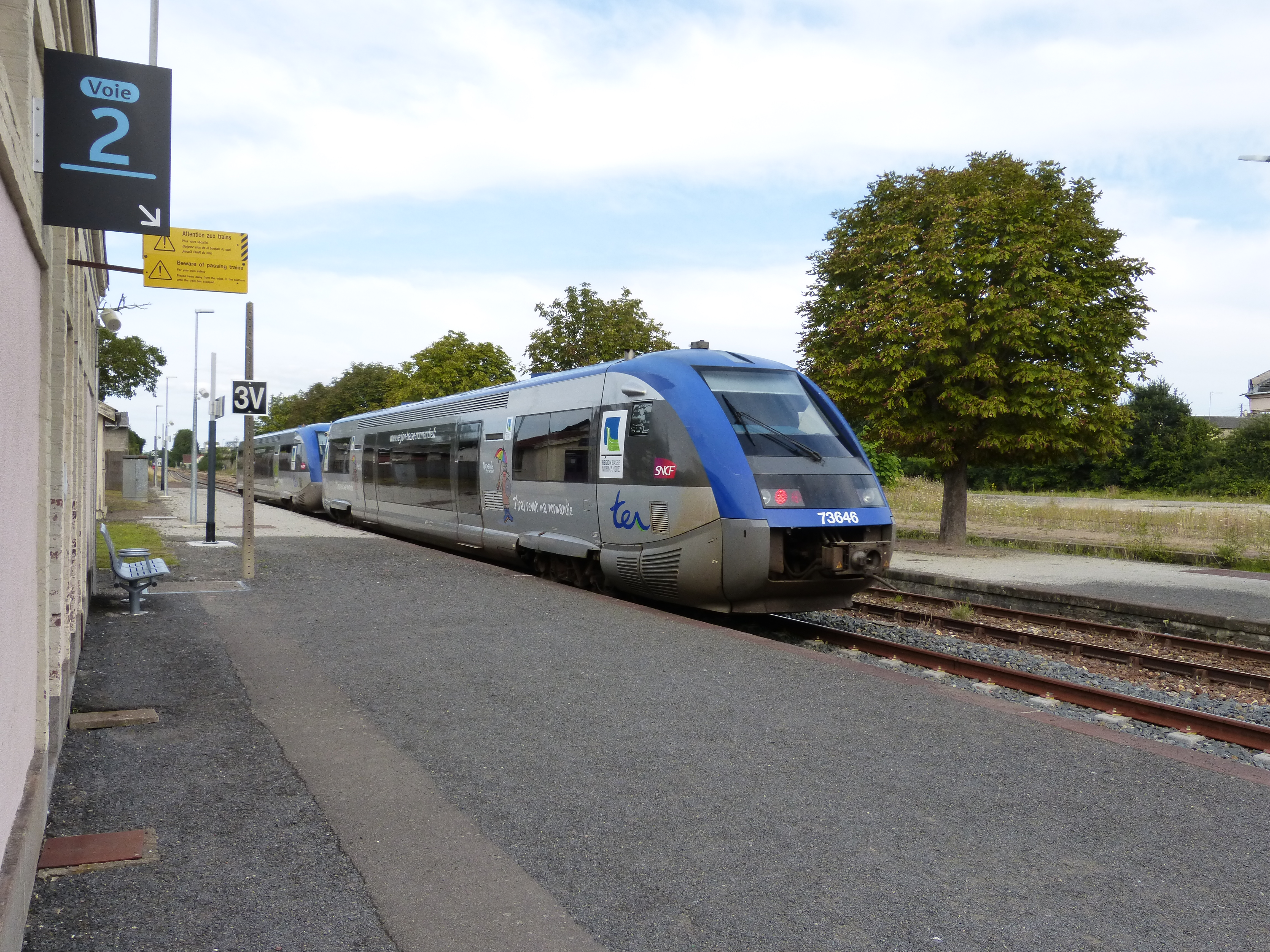
Dieseltriebwagen im Bahnhof

1872 wurde von der Compagnie des chemins de fer de Vitré à Fougères eine regelspurige Bahnstrecke von Fougères über Pontorson nach Moidrey eröffnet, die vier Jahre später bis La Caserne nahe dem Mont-Saint-Michel verlängert wurde. Der Personenverkehr in Richtung Mont-Saint-Michel wurde 1886 wieder eingestellt und die Strecke später stillgelegt. Um Pilgern und Touristen den Zugang zur Insel zu erleichtern, wurde dorthin erneut eine Bahn gebaut, die 1901 in Betrieb ging (→ Bahnstrecke Pontorson–Mont-Saint-Michel). Ihr Verkehr endete in den Jahren 1938/39.
An der Bahnstrecke Lison–Lamballe der Ouest erhielt Pontorson 1878 einen neuen Bahnhof. Aktuell wird die als Gare de Pontorson - Mont-Saint-Michel bezeichnete Station von Regionalzügen des TER Normandie bedient; im Sommer und an speziellen Tagen verkehren auch direkte Züge von und nach Paris.

## Persönlichkeiten
- Du Guesclin (um 1320–1380), Heeresführer im Hundertjährigen Krieg
- Gabriel de Lorges (1526–1574), Herr von Ducey und jener Mann, durch dessen Hand König Heinrich II. von Frankreich starb
- Victor Louis Cuguen (1889–1969), Maler, geboren in Pontorson (in der rue Hervé). Er war Mitglied der Akademie von Var und stellte in zahlreichen Galerien der Region Toulon sowie in der Normandie und der Bretagne aus.
- Émile Lemarié des Landelles, Maler im 19. Jahrhundert, geboren in Pontorson, war Schüler von Jean-Léon Gérôme.
- Auguste Chapdelaine (1814–1856), christlicher Märtyrer, war Vikar von Boucey.
- Léon Teisserenc de Bort (1855–1913), leitete von 1879 bis 1892 den Wetterdienst. 1898 entdeckte er die Stratosphäre, nachdem er 236 Messballons in eine Höhe von 8 bis 12 km hatte aufsteigen lassen.